# SG Menden Sauerland Wölfe
Die SG Menden Sauerland Wölfe ist eine Handballspielgemeinschaft der drei Vereine DJK Saxonia Lendringsen, SV Menden Handball und TV Schwitten, die alle in Menden (Sauerland) beheimatet sind.

## Geschichte
Im Frühjahr 2000 schlossen sich die Handballabteilungen des SV Menden 1864 und der DJK Saxonia Lendringsen zur HSG Menden-Lendringsen zusammen. Zur Saison 2017/18 kam der TV Schwitten mit hinzu, seitdem trägt die Spielgemeinschaft den Namen SG Menden Sauerland Wölfe. Bereits seit der Saison 2013/2014 gibt es eine Kooperation zwischen den drei Vereinen auf Jugendebene.

## Herren
Mit dieser Handballspielgemeinschaft schaffte man in der Saison 2016/2017 den Aufstieg im Herrenbereich in die 3. Liga, Staffel West. Lizenznehmer ist die Handballservicegesellschaft mbH. Aus der 3. Liga stieg der Verein nach der Spielzeit 2021/2022 wieder ab.

## Frauen
Auch die erste Frauenmannschaft schaffte den Aufstieg in die 3. Liga. Allerdings zog man sich zur Saison 2018/2019 aus der Liga zurück.

## Sonstiges
Die Spielgemeinschaft richtet den seit 1991 jährlich stattfindenden Sauerland-Cup aus.